# Gijs van Engelen
Gijs van Engelen (1996) is een Nederlands historicus, literatuurwetenschapper en podcastmaker. Hij is vooral bekend als een van de twee presentatoren van de podcast Geschiedenis Inside, waarin hij samen met cabaretier Thomas van Luyn historische figuren onderzoekt en mythes probeert te ontkrachten.

## Biografie
Van Engelen ging naar het Stedelijk Gymnasium Leiden, en studeerde Geschiedenis, Film- en Literatuurwetenschap en Engelse Letterkunde aan de Universiteit Leiden. Hij volgde gedeelten van zijn masteropleiding aan de Sorbonne in Parijs en de Universiteit van Oxford, waar hij ook zijn beide masterscripties schreef. Vervolgens ging hij werken als redacteur van de Zelfspodcast bij Tonny Media.

## Werk
In Geschiedenis Inside duikt Van Engelen  elke aflevering samen met Van Luyn in het leven van een historisch figuur. Van Engelen levert als historicus de feitelijke onderbouwing, terwijl Van Luyn de rol van kritische en nieuwsgierige buitenstaander vervult. De podcast werd al snel na lancering een van de best beluisterde van Nederland, ontving goeie recensies, en leverde Van Engelen de bijnaam "de Millennial Maarten van Rossem" op.
Eerder maakte hij met Philip Freriks en later Thomas van Luyn de podcast Taalpolitie, die vooral op sociale media succesvol was met meerdere viral filmpjes.

## Publicaties
Van Engelen heeft boekrecensies en opiniestukken gepubliceerd bij onder andere EW Magazine en het platform Jonge Historici
. Enkele voorbeelden:
- Muziek is meer dan politiek
- American berserk: wat bestorming Capitool zegt over Amerikaanse cultuur en mentaliteit
- Pynchon en de paranoïde pandemie